# Euro Hockey League féminin 2022
Navigation
2021 2023
L'Euro Hockey League féminin 2022 est la 2e saison de l'Euro Hockey League féminin, tournoi féminin des clubs de hockey sur gazon d'Europe, organisé par la Fédération européenne de hockey,.
Il se tient parallèlement au tournoi masculin au Wagener Stadium à Amsterdam, aux Pays-Bas, du 15 au 18 avril 2022,.
HC 's-Hertogenbosch sont les champions en titre.

## Attribution de l'équipe de l'association
Au total, 8 équipes de 6 des 45 associations membres de la EHF ont participé à l'Euro Hockey League 2022. Le classement des associations basé sur les coefficients des pays de l'EHL est utilisé pour déterminer le nombre d'équipes participantes pour chaque association:
- Les associations 1 à 2 ont chacune deux équipes qualifiées.
- Les associations 3 à 6 ont chacune une équipe qualifiée.

### Classement des associations
Pour l'Euro Hockey League 2022, les associations se voient attribuer des places en fonction de leurs coefficients de pays EHL 2020, qui prennent en compte leurs performances en Euro Hockey League et le Trophée d'Europe de 2018-2019 à 2021.
| Rang | +/- positions | Association | Points | Équipes |
| ---- | ------------- | ----------- | ------ | ------- |
| 1    | 0             | Pays-Bas    | 26.375 | 2       |
| 2    | 1             | Espagne     | 21.675 | 2       |
| 3    | 1             | Allemagne   | 20.750 | 1       |
| 4    | 0             | Angleterre  | 14.500 | 1       |
| 5    | 3             | Belgique    | 14.375 | 1       |
| 6    | 1             | Irlande     | 10.250 | 1       |
| 8    | 4             | France      | 3.500  | 0       |
| 10   | 0             | Ukraine     | 0.625  | 0       |
| 11   | 2             | Écosse      | 0.500  | 0       |

### Équipes
Les étiquettes entre parenthèses indiquent comment chaque équipe s'est qualifiée pour la place de son tour de départ :
- 1er, 2e : Classements de la ligue de la saison précédente
- Abd- : Positions de la ligue de la saison abandonnée en raison de la pandémie de Covid-19 en Europe telles que déterminées par l'association nationale.

- AH&BC Amsterdam (2e)
- HC 's-Hertogenbosch (1er)
- Club Campo de Madrid (1er)
- Junior FC (2e)
- Düsseldorfer HC (1er)
- Surbiton HC (1er)
- La Gantoise HC (1er)
- Pegasus Hockey Club (1er)

## Tableau
|  | Quarts de finale            | Quarts de finale    |                     |           | Demi-finales           | Demi-finales |  |  | Finale         | Finale |
|  | Quarts de finale            | Quarts de finale    |                     |           | Demi-finales           | Demi-finales |  |  | Finale         | Finale |
|  |                             |                     |                     |           |                        |              |  |  |                |        |
|  |                             |                     |                     |           |                        |              |  |  |                |        |
|  |                             |                     |                     |           |                        |              |  |  |                |        |
|  | AH&BC Amsterdam             | 1 (2)               |                     |           |                        |              |  |  |                |        |
|  | AH&BC Amsterdam             | 1 (2)               |                     |           |                        |              |  |  |                |        |
|  | Club Campo de Madrid        | 1 (0)               |                     |           |                        |              |  |  |                |        |
|  | Club Campo de Madrid        | 1 (0)               | AH&BC Amsterdam     | 2         |                        |              |  |  |                |        |
|  |                             |                     | AH&BC Amsterdam     | 2         |                        |              |  |  |                |        |
|  |                             | Junior FC           | 1                   |           |                        |              |  |  |                |        |
|  | Junior FC                   | Junior FC           | 1                   | 0 (2)     |                        |              |  |  |                |        |
|  | Junior FC                   |                     |                     | 0 (2)     |                        |              |  |  |                |        |
|  | Düsseldorf Hockey-Club 1905 | 0 (1)               |                     |           |                        |              |  |  |                |        |
|  | Düsseldorf Hockey-Club 1905 | 0 (1)               | AH&BC Amsterdam     | 2 (3)     |                        |              |  |  |                |        |
|  |                             |                     | AH&BC Amsterdam     | 2 (3)     |                        |              |  |  |                |        |
|  |                             | HC 's-Hertogenbosch | 2 (2)               |           |                        |              |  |  |                |        |
|  | HC 's-Hertogenbosch         | HC 's-Hertogenbosch | 2 (2)               | 9         |                        |              |  |  |                |        |
|  | HC 's-Hertogenbosch         |                     |                     | 9         |                        |              |  |  |                |        |
|  | Pegasus Hockey Club         | 0                   |                     |           |                        |              |  |  |                |        |
|  | Pegasus Hockey Club         | 0                   | HC 's-Hertogenbosch | 2         |                        |              |  |  |                |        |
|  |                             |                     | HC 's-Hertogenbosch | 2         | Match pour la 3e place |              |  |  |                |        |
|  |                             | La Gantoise HC      | 0                   |           |                        |              |  |  |                |        |
|  | Surbiton HC                 | La Gantoise HC      | 0                   | 1         |                        |              |  |  |                |        |
|  | Surbiton HC                 |                     |                     | 1         |                        |              |  |  |                |        |
|  | La Gantoise HC              | 2                   |                     | Junior FC | 2                      |              |  |  |                |        |
|  | La Gantoise HC              | 2                   |                     | Junior FC | 2                      |              |  |  |                |        |
|  |                             |                     |                     |           |                        |              |  |  | La Gantoise HC | 1      |
|  |                             |                     |                     |           |                        |              |  |  | La Gantoise HC | 1      |

### Quarts de finale
| Match 9             | Surbiton HC | 1 - 2   | La Gantoise HC                 |                                                                           |                                                                           |
| 15 avril 2022 09h30 | Bourne 11e  | (1 - 2) | 1e S. Vanden Borre · 12e Sinia | Arbitrage : Michelle Meister Shane O'Donnell Arbitre vidéo : Tim Meissner | Arbitrage : Michelle Meister Shane O'Donnell Arbitre vidéo : Tim Meissner |
| 15 avril 2022 09h30 | Rapport     |         |                                | Arbitrage : Michelle Meister Shane O'Donnell Arbitre vidéo : Tim Meissner | Arbitrage : Michelle Meister Shane O'Donnell Arbitre vidéo : Tim Meissner |

| Match 10            | HC 's-Hertogenbosch                                                           | 9 - 0   | Pegasus Hockey Club |                                                                     |                                                                     |
| 15 avril 2022 11h30 | Matla 12e, 15e, 24e, 27e, 45e · Burg 13e · Welten 14e · Van der Plas 17e, 43e | (7 - 0) |                     | Arbitrage : Sean Edwards Ivona Makar Arbitre vidéo : Xavier Fenaert | Arbitrage : Sean Edwards Ivona Makar Arbitre vidéo : Xavier Fenaert |
| 15 avril 2022 11h30 | Rapport                                                                       |         |                     | Arbitrage : Sean Edwards Ivona Makar Arbitre vidéo : Xavier Fenaert | Arbitrage : Sean Edwards Ivona Makar Arbitre vidéo : Xavier Fenaert |

| Match 12            | AH&BC Amsterdam                     | 1 - 1             | Club Campo de Madrid                |                                                                               |                                                                               |
| 15 avril 2022 16h00 | De Haan 32e                         | (0 - 1)           | 20e Mejías                          | Arbitrage : Sébastien Michielsen Alison Keogh Arbitre vidéo : Shane O'Donnell | Arbitrage : Sébastien Michielsen Alison Keogh Arbitre vidéo : Shane O'Donnell |
| 15 avril 2022 16h00 | Rapport                             |                   |                                     | Arbitrage : Sébastien Michielsen Alison Keogh Arbitre vidéo : Shane O'Donnell | Arbitrage : Sébastien Michielsen Alison Keogh Arbitre vidéo : Shane O'Donnell |
| 15 avril 2022 16h00 | Albers · Verschoor · Moes · De Baat | Tirs au but 2 - 0 | Magaz · García · L. Barrios · López | Arbitrage : Sébastien Michielsen Alison Keogh Arbitre vidéo : Shane O'Donnell | Arbitrage : Sébastien Michielsen Alison Keogh Arbitre vidéo : Shane O'Donnell |

| Match 13            | Junior FC                                         | 0 - 0             | Düsseldorf Hockey-Club 1905                    |                                                                                |                                                                                |
| 15 avril 2022 18h15 |                                                   | (0 - 0)           |                                                | Arbitrage : Laurine Delforge Xavier Fenaert Arbitre vidéo : Paul van den Assum | Arbitrage : Laurine Delforge Xavier Fenaert Arbitre vidéo : Paul van den Assum |
| 15 avril 2022 18h15 | Rapport                                           |                   |                                                | Arbitrage : Laurine Delforge Xavier Fenaert Arbitre vidéo : Paul van den Assum | Arbitrage : Laurine Delforge Xavier Fenaert Arbitre vidéo : Paul van den Assum |
| 15 avril 2022 18h15 | Serrahima · Oliva · Strappato · Vidosa · Petchamé | Tirs au but 2 - 1 | Schubert · Gräve · Strauss · Stoffelsma · Oruz | Arbitrage : Laurine Delforge Xavier Fenaert Arbitre vidéo : Paul van den Assum | Arbitrage : Laurine Delforge Xavier Fenaert Arbitre vidéo : Paul van den Assum |

### Matchs de classement
| Match 15            | Surbiton HC                | 2 - 1   | Pegasus Hockey Club |                                                                              |                                                                              |
| 16 avril 2022 11h30 | Dowthwaite 37e · Evans 39e | (0 - 0) | 59e K. McKee        | Arbitrage : Tim Meissner Sébastien Michielsen Arbitre vidéo : Xavier Fenaert | Arbitrage : Tim Meissner Sébastien Michielsen Arbitre vidéo : Xavier Fenaert |
| 16 avril 2022 11h30 | Rapport                    |         |                     | Arbitrage : Tim Meissner Sébastien Michielsen Arbitre vidéo : Xavier Fenaert | Arbitrage : Tim Meissner Sébastien Michielsen Arbitre vidéo : Xavier Fenaert |

| Match 19            | Club Campo de Madrid                               | 3 - 3             | Düsseldorf Hockey-Club 1905    |                                                                            |                                                                            |
| 17 avril 2022 09h30 | Cano 18e · García 42e, 60e                         | (1 - 3)           | 17e, 26e Nolte · 30e Strauss   | Arbitrage : Sean Edwards Xavier Fenaert Arbitre vidéo : Paul van den Assum | Arbitrage : Sean Edwards Xavier Fenaert Arbitre vidéo : Paul van den Assum |
| 17 avril 2022 09h30 | Rapport                                            |                   |                                | Arbitrage : Sean Edwards Xavier Fenaert Arbitre vidéo : Paul van den Assum | Arbitrage : Sean Edwards Xavier Fenaert Arbitre vidéo : Paul van den Assum |
| 17 avril 2022 09h30 | Be. Pérez · Torres-Quevedo · Magaz · García · Cano | Tirs au but 1 - 2 | Ycart · Gräve · Strauss · Oruz | Arbitrage : Sean Edwards Xavier Fenaert Arbitre vidéo : Paul van den Assum | Arbitrage : Sean Edwards Xavier Fenaert Arbitre vidéo : Paul van den Assum |

### Demi-finales
| Match 16            | HC 's-Hertogenbosch       | 2 - 0   | La Gantoise HC |                                                                       |                                                                       |
| 16 avril 2022 13h45 | Krekelaar 39e · Matla 46e | (0 - 0) |                | Arbitrage : Michelle Meister Ivona Makar Arbitre vidéo : Alison Keogh | Arbitrage : Michelle Meister Ivona Makar Arbitre vidéo : Alison Keogh |
| 16 avril 2022 13h45 | Rapport                   |         |                | Arbitrage : Michelle Meister Ivona Makar Arbitre vidéo : Alison Keogh | Arbitrage : Michelle Meister Ivona Makar Arbitre vidéo : Alison Keogh |

| Match 20            | AH&BC Amsterdam             | 2 - 1   | Junior FC  |                                                                        |                                                                        |
| 17 avril 2022 11h45 | Van der Elst 35e · Moes 45e | (0 - 1) | 17e García | Arbitrage : Alison Keogh Sarah Wilson Arbitre vidéo : Michelle Meister | Arbitrage : Alison Keogh Sarah Wilson Arbitre vidéo : Michelle Meister |
| 17 avril 2022 11h45 | Rapport                     |         |            | Arbitrage : Alison Keogh Sarah Wilson Arbitre vidéo : Michelle Meister | Arbitrage : Alison Keogh Sarah Wilson Arbitre vidéo : Michelle Meister |

### Troisième et quatrième place
| Match 23            | Junior FC                     | 2 - 1   | La Gantoise HC        |                                                                     |                                                                     |
| 18 avril 2022 09h15 | B. Serrahima 19e · García 47e | (1 - 1) | 28e A-S. Vanden Borre | Arbitrage : Xavier Fenaert Ivona Makar Arbitre vidéo : Sean Edwards | Arbitrage : Xavier Fenaert Ivona Makar Arbitre vidéo : Sean Edwards |
| 18 avril 2022 09h15 | Rapport                       |         |                       | Arbitrage : Xavier Fenaert Ivona Makar Arbitre vidéo : Sean Edwards | Arbitrage : Xavier Fenaert Ivona Makar Arbitre vidéo : Sean Edwards |

### Finale
| Match 25            | AH&BC Amsterdam                        | 2 - 2             | HC 's-Hertogenbosch                            |                                                                                |                                                                                |
| 18 avril 2022 13h45 | Tuzgöl 18e · Van der Elst 41e          | (1 - 2)           | 5e, 25e Matla                                  | Arbitrage : Laurine Delforge Alison Keogh Arbitre vidéo : Sébastien Michielsen | Arbitrage : Laurine Delforge Alison Keogh Arbitre vidéo : Sébastien Michielsen |
| 18 avril 2022 13h45 | Rapport                                |                   |                                                | Arbitrage : Laurine Delforge Alison Keogh Arbitre vidéo : Sébastien Michielsen | Arbitrage : Laurine Delforge Alison Keogh Arbitre vidéo : Sébastien Michielsen |
| 18 avril 2022 13h45 | Albers · Verschoor · De Haan · De Baat | Tirs au but 3 - 2 | Sanders · Matla · Van Geffen · Welten · Omrani | Arbitrage : Laurine Delforge Alison Keogh Arbitre vidéo : Sébastien Michielsen | Arbitrage : Laurine Delforge Alison Keogh Arbitre vidéo : Sébastien Michielsen |

## Classement final
| Rang               | Équipe               | Résultat         |
| ------------------ | -------------------- | ---------------- |
| Médaille d'or      | AH&BC Amsterdam      | Champion         |
| Médaille d'argent  | HC 's-Hertogenbosch  | Vice-champion    |
| Médaille de bronze | Junior FC            | Troisième        |
| 4                  | La Gantoise HC       | Quatrième        |
| 5                  | Surbiton HC          | Quarts de finale |
| 5                  | Düsseldorfer HC      | Quarts de finale |
| 7                  | Club Campo de Madrid | Quarts de finale |
| 7                  | Pegasus Hockey Club  | Quarts de finale |